# Donji Daruvar
Donji Daruvar es una localidad de Croacia en la ciudad de Daruvar, condado de Bjelovar-Bilogora.

## Geografía
Se encuentra a una altitud de 219 m s. n. m. a 131 km de la capital nacional, Zagreb.

## Demografía
En el censo 2011, el total de población de la localidad fue de 627 habitantes.
| Gráfica de población de Donji Daruvar 1857-2021                     |
|                                                                     |
| Según los censos de población de la oficina estadística de Croacia. |